# Robin Wrightová
Robin Gayle Wrightová (* 8. dubna 1966 Dallas) je americká herečka. V době čtrnáctiletého manželství s hercem Seanem Pennem, z něhož vzešly dvě děti, užívala dvojité příjmení Robin Wright Penn.
Hereckou kariéru začínala v letech 1984–1988 účinkováním v televizních seriálech. Role Kelly Capwellové v sérii Santa Barbara znamenala nominaci na uměleckou cenu Daytime Emmy. V rámci filmové tvorby se objevila ve snímku Princezna Nevěsta, a také jako celoživotní partnerka hlavního hrdiny Jenny Curranová v oscarovém Forrestu Gumpovi, když jí tento výkon vynesl nominaci na Zlatý glóbus. Další postavy ztvárnila ve filmech Hračky, Vzkaz v láhvi, Vyvolený, Konspirátor, Moneyball a Muži, kteří nenávidí ženy.

## Osobní život
Narodila se roku 1966 v texaském Dallasu jako Robin Gayle Wright do rodiny obchodní ředitelky kosmetické firmy Gayleové (za svobodna Gastonové) a manažera ve farmaceutické společnosti Freddieho Gayle Wrighta. Vyrostla v kalifornském San Diegu.
V letech 1986–1988 byl jejím manželem herec Dane Witherspoon, s nímž se seznámila v roce 1984 při natáčení mýdlové opery Santa Barbara.

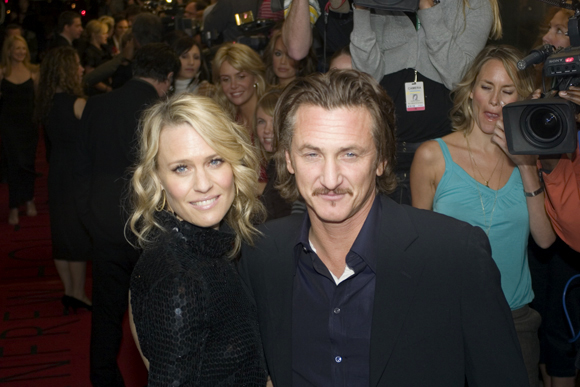
Robin Wright Penn a Sean Penn, 2006

V roce 1989 navázala vztah s dalším hereckým kolegou Seanem Pennem, jenž předtím ukončil manželství s Madonnou. Ze vztahu se 13. dubna 1991 narodila dcera Dylan Frances Pennová a 6. srpna 1993 pak syn Hopper Jack Penn, který získal dvě křestní jména podle rodinných kamarádů Dennise Hopera a Jacka Nicholsona. Sňatek s Pennem se uskutečnil roku 1996. V prosinci 2007 bylo oznámeno odloučení manželů a přípravy na rozvod. V únoru 2009 se pár opět společně zúčastnil 81. ročníku udílení Cen Akademie, kde Penn získal Oscara za nejlepší mužský herecký výkon v hlavní roli, ale v dubnu téhož roku došlo k dalšímu odloučení. 12. srpna 2009 podala Wrightová podruhé žádost o rozvod, když deklarovala, že další usmíření neplánuje. Herečka také přestala používat druhé příjmení Penn. Manželství bylo rozvedeno 22. července 2010.
V únoru 2012 časopis People Magazine uvedl, že je herečka vídána po boku herce Bena Fostera. Stala se také mluvčí celonárodní kampaně Americké nadace pro onemocnění myasthenia gravis.

## Filmografie
| Herecká filmografie | Herecká filmografie              | Herecká filmografie                 | Herecká filmografie |
| Rok                 | Název                            | Role                                | Poznámka |
| ------------------- | -------------------------------- | ----------------------------------- | --- |
| 1983–1984           | The Yellow Rose                  | Barbara Anderson                    | 2 díly |
| 1984–1988           | Santa Barbara                    | Kelly Capwell                       | 538 dílů, nominace – Cena Daytime Emmy 1986, 1987, 1988 |
| 1986                | Hollywood Vice Squad             | Lori Stanton                        | |
| 1987                | Princezna Nevěsta                | Buttercup                           | nominace – Cena Saturn pro herečku ve vedlejší roli dabing: Jana Mařasová                                                                                         |
| 1990                | Denial                           | Sara/Loon                           | |
| 1990                | Stav milosti                     | Kathleen Flannery                   | dabing: Jitka Ježková |
| 1992                | Komedianti                       | Tara Maguire                        | |
| 1992                | Hračky                           | Gwen Tyler                          | nominace – Cena Saturn pro herečku ve vedlejší roli dabing: Jana Mařasová                                                                                         |
| 1994                | Forrest Gump                     | Jenny Curran                        | nominace – Zlatý glóbus, herečka ve vedlejší roli nominace – Cena Saturn pro herečku ve vedlejší roli dabing: Nela Boudová [mluvené slovo] a Jana Mařasová [zpěv] |
| 1995                | Křižovatka smrti                 | Jojo                                | dabing: Martina Hudečková |
| 1996                | Moll Flandersová                 | Moll Flanders                       | nominace – Satellite Award pro herečku v hlavní roli |
| 1997                | Loved                            | Hedda Amerson                       | |
| 1997                | Jak ta je úžasná                 | Maureen Murphy Quinn                | |
| 1998                | Zbytečnosti                      | Darlene                             | dabing: Stanislava Jachnická |
| 1999                | Vzkaz v láhvi                    | Theresa Osborne                     | dabing: Dagmar Čárová |
| 2000                | Zab tu mrchu!                    | Melanie McGowan                     | dabing: Dana Černá |
| 2000                | Vyvolený                         | Audrey Dunn                         | |
| 2001                | Přísaha                          | Lori                                | dabing: Jana Mařasová |
| 2001                | Poslední pevnost                 | Rosalie Irwin                       | neuvedena v titulcích |
| 2002                | Searching for Debra Winger       | sama sebe                           | krátkometrážní |
| 2002                | Bílý oleandr                     | Starr Thomas                        | dabing: Nela Boudová |
| 2003                | Zpívající detektiv               | Nicola/Nina/Blonde                  | dabing: Dana Černá |
| 2003                | Virgin                           | Paní Reynoldsová                    | |
| 2004                | Tři do páru                      | Clare                               | |
| 2005                | Nine Lives                       | Diana                               | Locarnslý mezinárodní festival – nejlepší herečka Sant Jordi Award pro nejlepší zahraniční herečku                                                                |
| 2005                | Empire Falls                     | Gracy Roby                          | |
| 2005                | Sorry, Haters                    | Phoebe                              | Chlotrudis Award pro nejlepší herečku |
| 2005                | Max                              | matka                               | krátkometrážní |
| 2006                | Dveře dokořán                    | Liv                                 | dabing: Martina Hudečková |
| 2006                | Room 10                          | Frannie                             | krátkometrážní, režie: Jennifer Aniston |
| 2007                | Hounddog                         | cizinka                             | |
| 2007                | Beowulf                          | Wealthow                            | |
| 2008                | Co se vlastně stalo              | Kelly                               | |
| 2008                | New Yorku, miluji Tě!            | Anna                                | |
| 2009                | Na odstřel                       | Anne Collins                        | dabing: Nela Boudová |
| 2009                | Soukromé životy Pippy Lee        | Pippa Lee                           | |
| 2009                | Vánoční koleda                   | Fan Scrooge/Belle                   | |
| 2010                | Konspirátor                      | Mary Surratt                        | |
| 2010                | I'm Still Here                   | sama sebe                           | |
| 2011                | Moneyball                        | Sharon                              | dabing: Kateřina Petrová |
| 2011                | Saturday Night Live              | Jenny Curran                        | díl: „Tina Fey/Ellie Goulding“ |
| 2011                | Policejní divize Rampart         | Linda Fentress                      | |
| 2011                | Mé nové Já                       | Sandy                               | 2 díly |
| 2011                | Muži, kteří nenávidí ženy        | Erika Berger                        | na námět knihy Muži, kteří nenávidí ženy |
| 2013                | Futurologický kongres            | Robin Wright                        | |
| 2013                | Adoration                        | Roz                                 | |
| 2013–2018           | Dům z karet                      | Claire Underwoodová, první dáma USA | hlavní role, 73 dílů, výkonný producent (4. řada), režisérka (10 dílů)                                                                                            |
| 2014                | Nejhledanější muž                | Martha Sullivan                     | |
| 2015                | Everest                          | Peach Weathers                      | |
| 2017                | Liga spravedlnosti               | generálka Antiope                   | neuvedena v titulcích, cameo |
| 2017                | Blade Runner 2049                | plukovník Joshi                     | |
| 2017                | Wonder Woman                     | generálka Antiope                   | |
| 2018                | André the Giant                  | Samu sebe                           | |
| 2020                | Wonder Woman 1984                | generálka Antiope                   | |
| 2021                | Země                             | Edee Holzer                         | také režisérka |
| 2021                | Liga spravedlnosti Zacka Snydera | generálka Antiope                   | |